# 1861 في المملكة المتحدة
فيما يلي قوائم الأحداث التي وقعت خلال عام 1861 في المملكة المتحدة.

## كتب
من الكتب التي صدرت هذه السنة في المملكة المتحدة:
- 1 يناير – سيلاس مارنر من تأليف جورج إليوت.

## مواليد

### يناير
- 1 يناير – ألف جونز لاعب كرة قدم بريطاني.
- 3 يناير – إرنست رينشو لاعب كرة مضرب من المملكة المتحدة.
- 3 يناير – وليام رينشو لاعب كرة مضرب من المملكة المتحدة.

### فبراير
- 15 فبراير – ألفريد نورث وايتهيد[1]
- 15 فبراير – هالفورد ماكندر[2]

### أبريل
- 23 أبريل – إدموند ألنبي[3]

### يونيو
- 19 يونيو – دوغلاس هيج[4]
- 20 يونيو – فريدريك هوبكنس[5]
- 25 يونيو – ريجنالد ونجت[6]

### أغسطس
- 8 أغسطس – وليام باتسون[7]
- 10 أغسطس – ألمروث رايت عالم مناعة من المملكة المتحدة.[8]
- 14 أغسطس – ريتشارد ديفيز عسكري من المملكة المتحدة.

### نوفمبر
- 10 نوفمبر – روبرت تي أيه اينيس عالم فلك بريطاني.[9]

## وفيات

### يناير
- 9 يناير – ماكغريغور لايرد (مواليد 1808) مستكشف بريطاني.[10]

### أبريل
- 23 أبريل – هربرت كولريدج (مواليد 1830)

### مايو
- 16 مايو – جون ستيفنز هنسلو (مواليد 1796)[11]

### يونيو
- 7 يونيو – باتريك برونتي (مواليد 1777) كاهن وكاتب أيرلندي.[12]
- 13 يونيو – هنري غراي (مواليد 1827)
- 29 يونيو – إليزابيث باريت براونينغ (مواليد 1806)[13]

### يوليو
- 6 يوليو – جيمس فوربس (مواليد 1773) عالم نبات من المملكة المتحدة.

### أكتوبر
- 21 أكتوبر – إدوارد ديكنسون بيكر (مواليد 1811) سياسي أمريكي.[14]